# Hanka Lewkowiczówna
Hanka Lewkowiczówna (ur. 1918 w Krakowie, zm. w latach 80. w Kazachstanie) – polska rzeźbiarka, malarka i tancerka, pochodzenia żydowskiego.

## Życiorys
Była córką Leona Lewkowicza i Loli Lewkowicz z domu Immerglück. Kształciła się w Gimnazjum Hebrajskim w Krakowie i jednocześnie pobierała nauki tańca u Very Zachradnik. Pierwsze swoje prace zaprezentowała w 1938 roku. Po wybuchu II wojny światowej, wraz z ojcem wyjechała do Rosji, na tereny dzisiejszego Kazachstanu. Po wojnie nie powróciła do Krakowa. Zajmowała się choreografią i baletem.

## Działalność i twórczość artystyczna
Uczestniczyła w działalności Żydowskiego Towarzystwa Teatralnego w Krakowie. W listopadzie 1936 roku występowała w części artystycznej z okazji pobytu zespołu Morrisa Schwartza.

W grudniu 1938 roku prezentowano jej pierwsze prace na wystawie rzeźby i ceramiki w Żydowskim Domu Akademickim. Rzeźby i ceramika majolikowa prezentowane były obok prac Bera Horowitza i jej męża Leona Lewkowicza. Krakowski Nowy Dziennik donosił w grudniu 1938 roku, że wystawa uzyskała pełne uznanie publiczności oraz że 

Prace Hanki Lewkowiczówny, dobyte "z samego instynktu i wyczucia", wykazują duży zmysł dla ruchu i kompozycji rzeźbowej. [..] Lewkowiczówna pod wrażeniem choreografii, pragnie swoim postaciom narzucić bujność ruchu i rozwianie fałd, zacierające plastyczną formę na rzecz pewnej dynamiki. Ulega też silnie ekspresjonistycznym wpływom: w motywach kataryniarzy, upiorności i nędzy.

W lutym 1939 roku wraz z H. Voglerem i Elisze Weintraubem w lokalu Żydowskiego Towarzystwa Teatralnego (na Stolarskiej 9) wystąpiła w wieczorze kukieł, satyry śpiewanej i tańców pt. Kukły na Stolarskiej, gdzie we własnej chorografii zaprezentowała swoje umiejętności taneczne. W kwietniu 1939 występowała w Sali Saskiej. W maju 1939 roku brała udział w ostatniej wystawie obrazów, grafiki i rzeźb nadesłanych przez artystów żydowskich zorganizowanej przez Zrzeszenie Żydowskich Artystów Malarzy i Rzeźbiarzy. Dochód z wystawy został przeznaczony na Fundusz Obrony Narodowej

Tematem jej prac były sceny z życia codziennego proletariatu, biedoty i nędzarzy. 

Jej kompozycje o dynamicznym charakterze sprawiały czasem wrażenie nieco przeładowanych. Postaci charakteryzowała wyraziście. Wprowadzała w swoje kompozycje elementy groteski